# Cirapuhan
Cirapuhan is een bestuurslaag in het regentschap Garut van de provincie West-Java, Indonesië. Cirapuhan telt 7658 inwoners (volkstelling 2010).